# Steak pie
La steak pie è un pasticcio di carne tradizionale britannico di cui esistono diverse varianti contenenti, tra i vari ingredienti, birra, funghi e cipolle.
Tipico cibo da pub britannico, la steak pie viene spesso cucinata durante le partite di calcio, ed è considerata un comfort food.